# Mohamed Hamami
Mohamed Hamami (en arabe : محمد حمامي), né le 20 avril 1992 à Casablanca, est un footballeur marocain évoluant au poste de défenseur droit au Kénitra AC.

## Biographie
Natif de Casablanca, Mohamed Hamami est formé en 2012 dans le club du Rachad Bernoussi en troisième division marocaine.